# Kamieniec (gemeente)
De gemeente Kamieniec is een landgemeente in het Poolse woiwodschap Groot-Polen, in powiat Grodziski (Groot-Polen).
De zetel van de gemeente is in Kamieniec.
Op 30 juni 2004 telde de gemeente 6482 inwoners.

## Oppervlakte gegevens
In 2002 bedroeg de totale oppervlakte van gemeente Kamieniec 132,23 km², waarvan:
- agrarisch gebied: 81%
- bossen: 9%

De gemeente beslaat 20,54% van de totale oppervlakte van de powiat.

## Demografie
Stand op 30 juni 2004:
| Omschrijving                   | Totaal | Totaal | Vrouwen | Vrouwen | Mannen | Mannen |
| ------------------------------ | ------ | ------ | ------- | ------- | ------ | ------ |
| eenheid                        | aantal | %      | aantal  | %       | aantal | %      |
| inwoners                       | 6482   | 100    | 3250    | 50,1    | 3232   | 49,9   |
| bevolkingsdichtheid (inw./km²) | 49     | 49     | 24,6    | 24,6    | 24,4   | 24,4   |

In 2002 bedroeg het gemiddelde inkomen per inwoner 1415,68 zł.

## Administratieve plaatsen (sołectwo)
Cykowo, Cykówiec, Doły, Goździchowo, Jaskółki, Kamieniec, Karczewo, Konojad, Kotusz, Kowalewo, Lubiechowo, Łęki Małe, Łęki Wielkie, Maksymilianowo, Parzęczewo, Puszczykowo, Puszczykówiec, Sepno, Szczepowice, Ujazd, Ujazd Huby, Wąbiewo, Wilanowo, Wolkowo.
Zonder de status sołectwo : Cykówko, Plastowo, Płastowo.

## Aangrenzende gemeenten
Granowo, Grodzisk Wielkopolski, Kościan, Rakoniewice, Stęszew, Śmigiel, Wielichowo